# Gámbara
Gámbara es una localidad mexicana ubicada en el municipio de Múgica del estado de Michoacán. Se ubica en la llamada Tierra Caliente Mexicana. Debe su nombre a la comunidad de Gambara ubicada en Brescia, en la Lombardía italiana.

## Geografía
A la localidad le corresponden las coordenadas geográficas 18°9′ 65.880” de latitud norte y 102°14′ 77.577” de longitud oeste, con una altitud de 263 m s. n. m. Se encuentra a una distancia aproximada de 8.40 kilómetros al sureste de la cabecera municipal, Nueva Italia de Ruiz.

### Orografía
Su relieve lo constituye en su totalidad la Depresión del Balsas.

### Clima
Es seco estepario con lluvias en verano. Tiene una precipitación aproximada de 814 mm anuales y su temperatura promedia va desde los 17 y 23 °C por la noche y los 32 y 37 °C durante el día.

## Demografía
Gámbara cuenta según datos del XIV Censo General de Población y Vivienda con una población de 3,176 habitantes en el año 2020, lo que representa un aumento de 159 habitantes respecto al censo de 2010.
| Gráfica de evolución demográfica de Gámbara entre 1921 y 2020                                     |
|                                                                                                   |
| Población de los censos del Instituto Nacional de Estadística y Geografía (INEGI) de 1900 a 2020. |

## Festividades
- 15 y 16 de septiembre-Aniversario de la Independencia
- 16 de noviembre-Aniversario de la fundación del Ejido
- 20 de noviembre-Aniversario de la Revolución Mexicana